# Aurophilie
Der Begriff Auriophile (oder kurz Aurophilie) ist ein von Hubert Schmidbaur geprägtes und bezeichnetes Phänomen, das auf der Beobachtung beruht, dass Goldatome mit einer formalen Oxidationsstufe von +I in Festkörperstrukturen oftmals kurze Abstände aufweisen. Der Abstand ist dabei kürzer als der doppelte Van-der-Waals-Radius von Gold, der mit 2 × 166 pm = 332 pm ist; der beobachtete Bereich liegt hingegen ungefähr zwischen 275 und 325 pm. Aus diesem Grund wird das Phänomen als Aurophilie bezeichnet. Bemerkenswert ist das deshalb, weil sich die Au(I)-Atome in erster Näherung aufgrund der formalen Ladung abstoßen müssten. Im Gegensatz dazu gibt es bei Gold(I) allerdings anscheinend auch noch anziehende Kraftkomponenten. Der theoretische Hintergrund der Aurophilie wurde von Pyykkö erstmals aufgeklärt. Dabei zeigte sich, dass relativistische Effekte eine große Rolle spielen. Die Standarderklärung ist heutzutage, dass es sich um eine Van-der-Waals-Wechselwirkung handelt, die durch die Lanthanoidenkontraktion und relativistische Effekte so verstärkt wird, dass es in den Festkörperstrukturen zu kürzeren Atomabständen kommt. Theoretisch müsste das auch für freie Moleküle gelten, allerdings konnte für diese das Phänomen bis heute nicht experimentell (zum Beispiel bei Gasen) nachgewiesen werden.
Der Begriff Aurophilie ist später zum Begriff Metallophilie ausgeweitet worden, da festgestellt wurde, dass auch andere Metalle zu solchen Wechselwirkungen fähig sind.